# The TV Set
The TV Set ist ein US-amerikanisches Filmdrama aus dem Jahr 2006. Regie führte Jake Kasdan, der auch das Drehbuch schrieb.

## Handlung
Der Drehbuchautor Mike Klein entwickelt die Pilotfolge einer Fernsehserie, die autobiografische Elemente beinhaltet. In der als The Wexler Chronicles betitelten Serie geht es um einen Mann, der den Selbstmord seines Bruders verarbeitet. Kleins Ehefrau Natalie ist schwanger.
Es kommt zum Meinungsunterschied zwischen Klein und der Präsidentin des Senders Lenny zur Besetzung der Hauptrolle, die dann der Probleme bereitende Zach Harper bekommt. Der Programmchef Richard McCallister verspricht dem Autor zwar, dass dessen Konzept beibehalten würde, es kommt jedoch zu Änderungen.

## Kritiken
Frank Scheck schrieb in The Hollywood Reporter vom 4. Mai 2006, das auf „präzisen Beobachtetungen beruhende Portrait“ biete die Perspektive eines Insiders. Der Film scheitere jedoch im Vergleich mit solchen Vorgängern wie Network. Die „exzellente“ Besetzung beinhalte die „virtuose“ Sigourney Weaver.
Jay Weissberg bezeichnete den Film in der Zeitschrift Variety vom 10. Mai 2006 als eine milde Parodie, die das Gleichgewicht zwischen der Karikatur und den ernsthaften Elementen nicht halten könne („mild parody of the process behind tube pilot development, but can’t quite balance caricature with more serious side elements“). Das Ergebnis sei „zahnlos“, mit zu vielen Wiederholungen und zu wenig Originalität. Weaver mache das Beste aus ihrem Part; Duchovny spiele solide, aber farblos.

„Bitterböser Blick hinter die Kulissen des Fernseh-Unterhaltungsbetriebs, der sich mit ausgezeichneten Darstellern zu einer kenntnisreichen Mediensatire verdichtet.“

## Hintergründe
Der Film wurde in Los Angeles – darunter in Hollywood, in Burbank und in Pasadena (Kalifornien) gedreht. Die Weltpremiere fand am 28. April 2006 auf dem Tribeca Film Festival statt, dem zahlreiche weitere Filmfestivals folgten. Der Film spielte in den Kinos der USA ca. 265 Tsd. US-Dollar ein.